# التحالف من أجل إجراء إصلاحات دستورية
التحالف من اجل إجراء اصلاحات دستورية هو حزب سياسي في البهاما. تأسس الحزب في عام 2000. كان قائد الحزب برنارد نتج.